# Folkomröstningen om Kroatiens självständighet 1991
| Folkomröstningen om Kroatiens självständighet 1991 | Folkomröstningen om Kroatiens självständighet 1991 | Folkomröstningen om Kroatiens självständighet 1991 |
| -------------------------------------------------- | -------------------------------------------------- | -------------------------------------------------- |
| Valmanskår                                         | 3 652 225                                          | 3 652 225                                          |
| Valdeltagande                                      | (83,56%) 3 051 881                                 | (83,56%) 3 051 881                                 |
| Stödjer ett självständigt Kroatien                 |                                                    |                                                    |
| Svarsalternativ                                    | Röster                                             | %                                                  |
| För                                                | 2 845 521                                          | 93,24                                              |
| Emot                                               | 126 630                                            | 4,15                                               |
| Stödjer ett Kroatien inom Jugoslavien              |                                                    |                                                    |
| Svarsalternativ                                    | Röster                                             | %                                                  |
| För                                                | 164 267                                            | 5,38                                               |
| Emot                                               | 2 813 085                                          | 92,18                                              |
| Källa: Statliga kroatiska valkommissionen          |                                                    |                                                    |

Folkomröstningen om Kroatiens självständighet 1991 (kroatiska: Referendum o hrvatskoj samostalnosti) var en folkomröstning som ägde rum den 19 maj 1991 i Kroatien, då formellt en av de sex delstater som utgjorde Jugoslavien. Folkomröstningen handlade om huruvida den dåvarande socialistiska republiken Kroatien skulle lämna federationen och bli en suverän stat eller stanna kvar inom den samma. Sedan 93,24% av röstdeltagarna röstat för oavhängighet utropande landet formellt sin självständighet den 25 juni 1991.

## Valfråga- och resultat
3 051 881 invånare eller 83,56% av de röstberättigade deltog i valet. Av dessa röstade 93,24% för självständighet medan 5,38% röstade för att Kroatien skulle stanna kvar som en konstitutiv delstat i Jugoslavien. Lokala serbiska myndigheter uppmanade serberna att bojkotta valet vilket till stora delar hörsammades av den serbiska befolkningen i delstaten.
Väljarna fick två frågor att ta ställning till. Båda frågorna kunde besvaras med "för" eller "emot". Den första frågan handlade om huruvida Kroatien skulle bli en suverän och oberoende stat som garanterar kulturell autonomi och medborgerliga rättigheter för serber och andra minoriteter i Kroatien samt förbehåller sig rätten att bilda en sammanslutning av suveräna stater med andra tidigare jugoslaviska republiker. På denna fråga svarade 93,27% av väljarna för och 4,15% emot. På den andra frågan som handlade om huruvida Kroatien skulle stanna kvar inom den jugoslaviska federationen som en av dess konstitutiva enheter svarade 5,38% av väljarna för och 92,18% emot.

## Eftermäle
På inrådan av EEG och OSSE infördes ett tre månader långt moratorium. Under detta moratorium tilltog de väpnade striderna som nu hade kommit att utvecklas till det kroatiska självständighetskriget. Den 7 oktober, dagen innan moratoriet löpte ut, angrep det jugoslaviska flygvapnet  Banpalatset i ett försök att utplåna presidenten Franjo Tuđman. Den 8 oktober, dagen efter attacken, upplöste parlamentet enhälligt alla statsbärande relationer till övriga delstater och landet var i praktiken självständigt.